# 楢崎景好
楢崎 景好（ならさき かげよし）は、戦国時代から江戸時代初期にかけての武将。毛利氏の家臣。父は楢崎豊景。兄に楢崎信景、楢崎景政。弟に楢崎景忠。

## 生涯
備後国芦田郡久佐の朝山二子城（楢崎城）を本拠とした国人である楢崎豊景の三男として生まれ、豊景から所領を分知される。
はじめは高須氏の養子となって「高須少輔三郎」と名乗り、天正16年（1588年）4月13日に毛利輝元から「太郎右衛門尉」の官途名を与えられた。その後、時期は不明だが、苗字を楢崎へと復している。
慶長10年（1605年）12月14日、同年の五郎太石事件の後に毛利氏家臣団や有力寺社の総勢820名が連署して毛利氏への忠誠や様々な取り決めを記した連署起請文において、134番目に「楢崎太郎兵衛」と署名している。
寛永12年（1635年）8月26日に死去。長男の元好は楢崎元兼の後を継いでいたため、次男の元景が景好の後を継いだ。